# Società Sportiva Civitavecchiese 1933-1934
Questa pagina raccoglie i dati riguardanti  la Società Sportiva Civitavecchiese nelle competizioni ufficiali della stagione 1933-1934.

## Rosa
| N. |                   | Ruolo | Calciatore        |
| -- | ----------------- | ----- | ----------------- |
|    | Italia (bandiera) | C     | Guido Bosio       |
|    | Italia (bandiera) | D     | Angelo Brambilla  |
|    | Italia (bandiera) | C     | RinaldoDi Chiara  |
|    | Italia (bandiera) | A     | Orlando Fortunato |
|    | Italia (bandiera) | D     | Amleto Mattioli   |
|    | Italia (bandiera) | P     | Antonio Mazzoleni |
|    | Italia (bandiera) | C     | Melchiorri        |
|    | Italia (bandiera) | P     | Ezio Modesti      |

| N. |                   | Ruolo | Calciatore        |
| -- | ----------------- | ----- | ----------------- |
|    | Italia (bandiera) | C     | Bruno Moglia      |
|    | Italia (bandiera) | A     | Mario Pacini      |
|    | Italia (bandiera) | A     | Carlo Pronzati    |
|    | Italia (bandiera) | P     | Giuseppe Rapetti  |
|    | Italia (bandiera) | A     | Lionero Querci    |
|    | Italia (bandiera) | C     | Amedeo Santi      |
|    | Italia (bandiera) | A     | Manlio Scaramagli |
|    | Italia (bandiera) | D     | Tilli             |